# Komitid
 (janvier 2024).
Si vous disposez d'ouvrages ou d'articles de référence ou si vous connaissez des sites web de qualité traitant du thème abordé ici, merci de compléter l'article en donnant les références utiles à sa vérifiabilité et en les liant à la section « Notes et références ».
Komitid est un média LGBT+ français lancé en avril 2018. Le directeur de la publication et rédacteur en chef est Jean-Benoît Richard

## Historique
Komitid est lancé le 23 avril 2018, jour anniversaire des 5 ans de la loi sur le mariage homosexuel,,,. Le nom de Komitid est inspiré de la chanson Committed to the cause (en français « dévoué à la cause ») de The Radio Dept.. 
Né juste après les échecs financiers de Têtu et deYagg, Komitid parie sur les abonnements et la publicité pour assurer sa viabilité économique, tout en offrant en accès libre pour une petite partie de son menu. 20 Minutes note que la naissance de Komitid s'inscrit dans le renouveau de la presse LGBT+ en France en 2018 : presque au même moment, Têtu est relancé et le site de rencontre Hornet crée un site d'information. En janvier 2019, la rédaction du pure-player explique vouloir privilégier les articles de fonds et d'analyse, la majorité du contenu publié étant désormais réservé aux abonnés. Christophe Martet y explique notamment que « le site ne pourra pas trouver son équilibre financier si le nombre d’abonné.e.s n’augmente pas significativement ». 
Les journalistes de Komitid le définissent comme « un média fait par et pour les concerné.e.s ». 

## Ligne éditoriale
Ce média traite de politique, société, culture et d'actualité internationale sous le prisme LGBT+. Pour le rédacteur en chef, son titre évoque une forme de responsabilité vis-à-vis des lecteurs. Les premiers articles sont décrits par le site web gay E-llico (qui avait appelé à voter pour Emmanuel Macron dès le premier tour de l'élection présidentielle de 2017) comme ayant un ton assez « gauche radicale » et proche de Yagg. La rédaction ne revendique pas d'affiliation politique particulière.
C'est le média que choisit le comédien Océan pour faire son coming out trans en mai 2018,,.

## Organisation

### Dirigeants
Le directeur de la publication et rédacteur en chef est Jean-Benoît Richard. Il a pris la succession de Christophe Martet, parti à la  retraite le 1er avril 2024. Il avait remplacé Jean-Benoît Richard en octobre 2018. 

### Capital
Komitid est lancé par l'éditeur multimédia Connection qui appartient à Thierry Wilhelm ; il est notamment au capital de plusieurs entreprises de presse tel que Mediapart, Causeur et a été dans celui de Yagg ou Terra eco.